# Керимтаева, Жанна Исаевна
Жанна Исаевна Керимтаева — советская и казахская актриса кино. Заслуженная артистка Республики Казахстан (1998).

## Биография
Родилась 7 ноября 1952 года в колхозе Абай Каскеленского района Алма-Атинской области. Окончила актёрский факультет ВГИКа в 1974 году (мастерская Бориса Бабочкина).
Сниматься в кино начала ещё в студенческие годы. После окончания учёбы работала на киностудии Казахфильм. Преподавала актёрское мастерство в Академии искусств имени Т. Жургенова.
Член Союза кинематографистов СССР (1984). 

## Почётные звания и награды
- Заслуженная артистка Республики Казахстан (1998).

## Фильмография
- 1971 — Кочующий фронт — Албанчи
- 1977 — Соль и хлеб
- 1978 — Большая новогодняя ночь — Лайла
- 1979 — Щит города
- 1979 — Боярышник
- 1980 — Пора звенящего зноя — Шолтан
- 1980 — Гонцы спешат — эпизод
- 1981 — Три дня праздника
- 1981 — Провинциальный роман — работница музея
- 1981 — Последний переход — Токал
- 1985 — Чокан Валиханов — эпизод
- 1983 — Долгий млечный путь — Айша
- 1987 — Тигр снегов
- 1988 — Фонтан — Майя Лагутина
- 1988 — Странный мир желаний и надежд